# کارلهینز ماینینگر
کارلهینز ماینینگر (انگلیسی: Karlheinz Meininger؛ زادهٔ ۱ فوریهٔ ۱۹۵۳) بازیکن فوتبال اهل آلمان است.
از باشگاه‌هایی که در آن بازی کرده‌است می‌توان به باشگاه فوتبال نورنبرگ، باشگاه ورزشی وردر برمن، باشگاه فوتبال روت‌وایس اسن، و باشگاه فوتبال مونیخ ۱۸۶۰ اشاره کرد.